# 12196 Weems
12196 Weems este o planetă minoră (asteroid), cu un diametru de 3,521 km, din centura de asteroizi. A fost descoperită pe 25 iunie 1979 la Observatorul Siding Spring de Eleanor F. Helin. 
Obiectul prezintă o orbită caracterizată de o semiaxă mare de 2,4506913 UAi, o excentricitate de 0,12, o înclinație de 3,65093 ° în raport cu ecliptica.